# Paul Ewald Hasse
Paul Ewald Hasse (født 7. juni 1845 i Lübeck, død 30. april 1907 sammesteds) var en tysk historiker.
Hasse blev dr.jur. 1872, samme år stadsarkivar i Kiel, 1880 ekstraordinær professor sammesteds, 1892 stadsarkivar i Lübeck. Foruden at virke som redaktør af lokalhistoriske tidsskrifter, først i Slesvig, senere i Lübeck, og som udgiver af historiske kildeskrifter, for eksempel Kieler Stadtbuch aus den Jahren 1264—1289 (1875) og Schleswig-Holstein-Lauenburgische Regesten und Urkunden (I 1886, II 1888, III 1896) har Hasse skrevet en del afhandlinger vedrørende dansk retshistorie, der vel bærer vidnesbyrd om god vilje, men endnu mere om bristende kræfter. I 1880 udgav han Das Schleswiger Stadtrecht. Untersuchungen zur Dänischen Rechtsgeschichte, som blev skarpt kritiseret af A.D. Jørgensen og V.A. Secher, 1883 Die Quellen des Ripener Stadtrecht. Untersuchungen zur Dänischen und Lübschen Rechtsgeschichte og Dänenrecht und Fremdenrecht in Dänemark zur Zeit Waldemars II. I Hansische Geschichtsblätter, Zeitschrift des Vereins für Lübeckische Geschichte und Altertumskunde og andre tidsskrifter offentliggjorde Hasse en mængde afhandlinger, af hvilke ikke få angår kunsthistoriske emner, for eksempel Bildliche Darstellungen der Schlacht bei Bornhövede, Friedrich Overbecks breve med mere. Endnu kan mærkes Hasses Die Anfänge Lübecks (1893) og Burchard Wulff, ein Lübecker Maler des 17. Jahrhunderts (1898).